# 菱角镇 (巫溪县)
菱角乡，是中华人民共和国重庆市巫溪县下辖的一个乡镇级行政单位。

## 行政区划
菱角乡下辖以下地区：
新民村、石安村、鱼堰村、望乐村、盘龙村、菱角村、桂花村、红岭村、桐岭村、凉水村、四坪村、店子村、水田村和三坪村。